# Paolo Rocca
Paolo Rocca (Milano, 14 ottobre 1952) è un imprenditore italiano naturalizzato argentino, amministratore delegato del gruppo Techint, che detiene Tenaris, Ternium e altre aziende che operano nei settori dell'ingegneria, delle costruzioni e dell'energia. È anche presidente e amministratore delegato di Tenaris e presidente di Ternium.
Secondo Forbes, nel 2021 è insieme al fratello Gianfelice tra i primi 800 uomini più ricchi del mondo con un patrimonio stimato di 3,8 miliardi di dollari.

## Biografia
Nato a Milano nel 1952, è figlio di Roberto Rocca, presidente onorario di Techint, e nipote di Agostino Rocca, fondatore del gruppo industriale. È fratello di Gianfelice e Agostino Rocca, Si è laureato in Scienze politiche presso l'Università degli Studi di Milano e nel 1985 ha ottenuto un PMD alla Harvard Business School.
Dopo aver ricoperto il ruolo di assistente del Direttore esecutivo della Banca Mondiale, nel 1985 Paolo Rocca inizia la sua carriera in Techint Group come assistente del Presidente del consiglio di amministrazione. Nel 1990 ha assunto la carica di vicepresidente esecutivo di Siderca. 

### Techint
Dal 2002 è CEO di Tenaris e Techint. Inoltre, è presidente del consiglio di amministrazione di Tamsa e del consiglio di amministrazione di Ternium e direttore della Techint Financial Corporation. Rocca ha guidato Techint in una serie di acquisizioni in America Latina e nel mondo, che hanno portato allo sviluppo di operazioni in oltre 20 paesi.

### Premi e altri incarichi
Paolo Rocca è membro del Comitato esecutivo della World Steel Association di cui è stato presidente nel periodo 2009-2010. È stato membro dell'International Advisory Committee della Borsa di New York e dell'Advisory Board del settore privato Inter-American Development Bank (IDB). Nel 2004, all'interno del forum "Argentina-Messico: Visión y Perspectivas", è stato premiato con l'Orden Mexicana del Aguila Azteca. Nel 2008 è stato riconosciuto da Fundación Konex con il "Platinum Konex Prize: Industry businessmen", e nel 2011 è stato scelto come "Steelmaker of the Year" dall'Associazione della tecnologia siderurgica (AIST). Nel 2013 la Columbia Business School ha onorato 
Paolo Rocca con la "Deming Cup" in riconoscimento dell'impatto della sua leadership sulla competitività di Tenaris.